# غاري سميث (لاعب بولينغ)
غاري سميث (بالإنجليزية: Gary Smith) هو لاعب بولينغ بريطاني، ولد في 13 أكتوبر 1958.